# Laurel und Hardy: Der zermürbende Klaviertransport
The Music Box ist eine US-amerikanische Kurzfilmkomödie aus dem Jahr 1932 mit Laurel und Hardy. Er erhielt als einziger Film des Komikerduos einen Oscar als Bester Kurzfilm. Im deutschsprachigen Raum ist der Film auch unter den Titeln Der zermürbende Klaviertransport, Das verrückte Klavier und Drahtkommode bekannt.

## Handlung
Eine Ehefrau kauft ein elektrisches Klavier als Geburtstagsgeschenk für ihren Mann. Das neu gegründete Transportunternehmen Laurel und Hardy soll das in einer hölzernen Transportkiste verpackte Klavier ausliefern. Die Adresse gehört einer vornehmen Vorstadtvilla, zu der eine sehr lange und steile Treppe hinaufführt. Weil Stan und Ollie den gut gemeinten Ratschlag eines Postboten missverstehen, laden sie die schwere Kiste erst umständlich vom Wagen und wuchten sie dann die Treppe hinauf. Dabei geraten sie mehrmals miteinander in Streit oder müssen anderen Fußgängern Platz machen, worauf ihnen die Kiste jedes Mal entgleitet und lustig musizierend wieder zur Straße hinunterschlittert, wo die zwei Transporteure auch von einem strengen Polizisten körperlich gemaßregelt werden.
Erst am Nachmittag erreichen Stan und Ollie mit der Kiste das obere Ende der Treppe. Dort erfahren sie, dass sie auf anderem Wege auch mit ihrem Fuhrwerk bis vor das Haus hätten fahren können, und tragen die Kiste dann wieder die Treppe hinunter, um den Fahrweg zu nehmen.
Als ihr Klingeln am Haus ohne Antwort bleibt (und Ollie den Klingelzug abgerissen hat), beschließen sie, die Kiste per Flaschenzug zu einer offenstehenden Balkontür über einem wassergefüllten Schmuck-Brunnen zu hieven. Verschiedene Missgeschicke dabei brechen unter anderem die Haustür auf. Beim Heruntertragen auf der Treppe stürzt die Kiste samt Ollie aus dem Haus in den Brunnen, so dass sich später beim Öffnen ein Wasserschwall auf den Fußboden ergießt. Beim Auspacken und Anschließen des Klaviers wird das Zimmer vollends verwüstet. 
Als der Hausbesitzer, der hochmütige Doktor Schwabendrescher (im englischsprachigen Original: Professor Theodore von Schwarzenhoffen), zurückkehrt und die Bescherung sieht, gerät er in Wut und schlägt mit einer Axt auf das gerade ausgepackte Klavier ein. Dadurch setzt sich die Mechanik in Gang und spielt die Nationalhymne, wobei alle Anwesenden spontan stramm stehen. Da kommt die Frau der Eingangsszene nach Hause und stellt klar, dass das Klavier ein Geburtstagsgeschenk ist. Doktor Schwabendrescher ändert seine Einstellung vollkommen, bittet seine Gattin überschwänglich um Verzeihung und entschuldigt sich auch bei Stan und Ollie. Doch bei der Unterzeichnung der Empfangsbescheinigung spritzt der von Stan gereichte Füllfederhalter ihm Tinte ins Gesicht. Er bekommt einen erneuten Wutanfall und wirft die beiden aus dem Haus.

## Hintergrund
Der zermürbende Klaviertransport ist teilweise eine Neuverfilmung des heute verschollenen Stummfilms Hats Off! (1927), in dem Laurel und Hardy ebenfalls die Hauptrollen spielen. Hier wird eine Waschmaschine ebenfalls mit einiger Mühe eine Treppe hinauftransportiert. Wie erhaltene Szenenfotos zeigen, handelt es sich auch in Hats Off um die Music-Box-Treppe. Die Treppe mit 131 Stufen existiert auch heute noch, sie steht im Viertel Silver Lake in Los Angeles (⊙) und verbindet die Vendome Street mit dem Descanso Drive. Eine Plakette erinnert dort seit den 1990er-Jahren an den Filmdreh. Die Stufen kamen bereits 1925 in der Stummfilmkomödie Isn't Life Terrible? mit Charley Chase vor, in der Oliver Hardy eine Nebenrolle spielte, ebenfalls in der Slapstick-Stummfilmkomödie von Billy Bevan
Ice Cold Cocos (1926), in Deutschland bekannt als Der Eismann kommt.

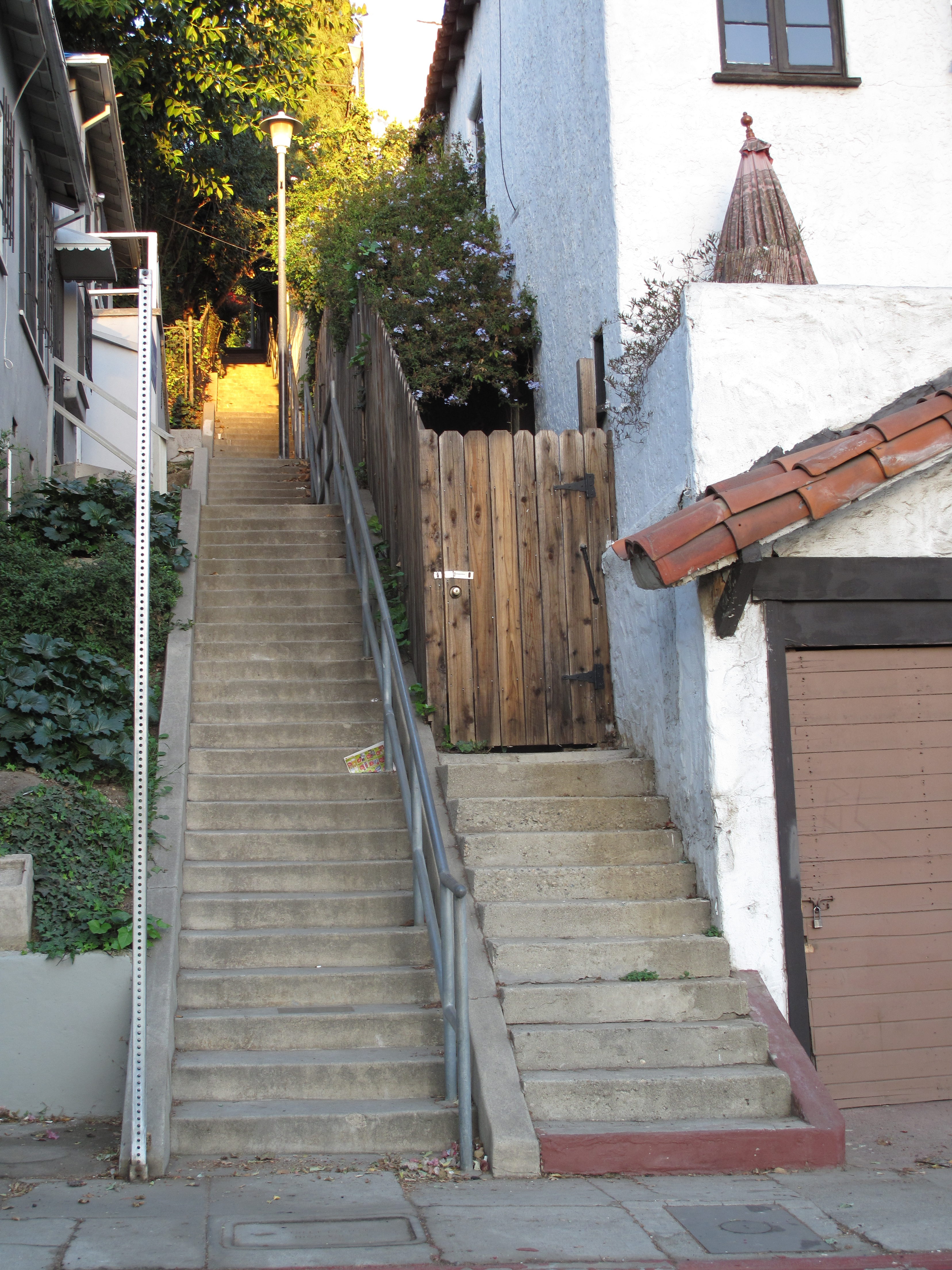
Die Treppe (2009)
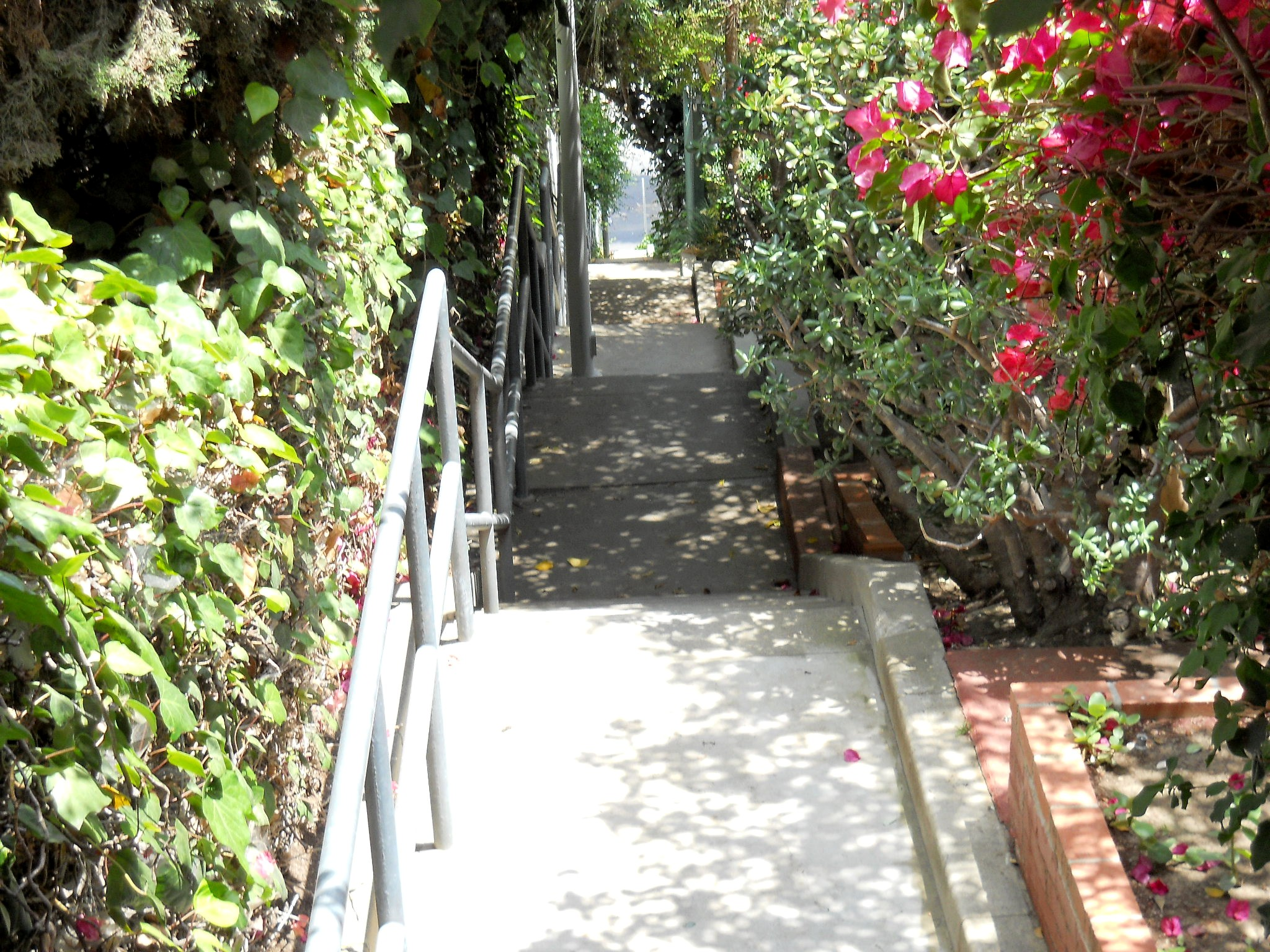
Gegenrichtung (2010)
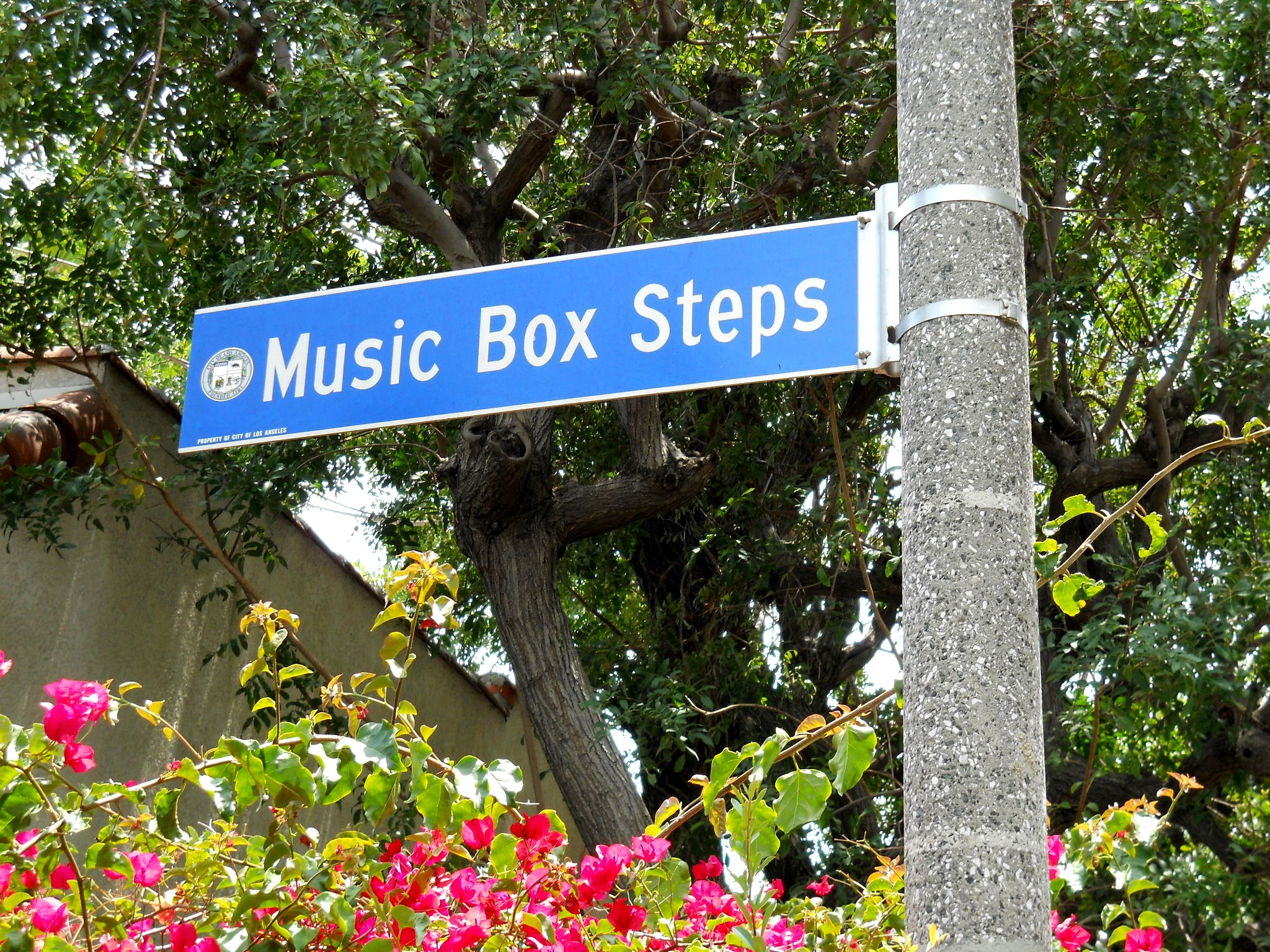
Straßenschild

Ray Bradbury veröffentlichte 1995 die Kurzgeschichte Another Fine Mess, die auf den Film Bezug nimmt.

## Deutsche Fassungen
- 1932 wurde der Film erstmals unter dem Titel Die musikalische Kiste mit Untertiteln veröffentlicht.[2]
- Die erste Synchronisation entstand 1952 unter dem Titel Das verrückte Klavier nach einem Dialogbuch von Karlheinz Brunnemann, der auch Dialogregie führte, bei der Internationalen Film-Union. Stan wurde von Walter Bluhm gesprochen und Ollie wurde von Hermann Pfeiffer übernommen. Wolf Ackva ist als Polizist zu hören.[2]
- Die zweite Synchronisation entstand 1960 nach einem Dialogbuch von Wolfgang Schick unter der Regie von Manfred R. Köhler bei der Synchronfirma Beta-Technik in München. Diese Fassung wurde unter dem Titel Dick und Doof und die Drahtkommode veröffentlicht. Walter Bluhm ist wieder als Stan zu hören, Arno Paulsen sprach Ollie. Gernot Duda synchronisiert den Polizisten, Erich Ebert den Postboten und Werner Lieven den Professor.[2][3]
- Die dritte Synchronisation entstand 1967 unter dem Titel Die Musikbox bei der Berliner Synchron. Das Dialogbuch stammte von Werner Schwier, der auch Dialogregie führte. Paulsen und Bluhm sprachen erneut Ollie und Stan. Werner Schwier ist als Professor zu hören und Toni Herbert als Polizist. Diese Fassung ist auf DVD erhältlich.[2]

## Auszeichnungen
The Music Box wurde im Jahre 1932 in der damals neuen Kategorie Beste Kurzfilm-Komödie mit einem Oscar ausgezeichnet. Es ist damit der einzige Film des Komikerduos, der jemals einen Oscar erhielt. 1997 wurde der Kurzfilm ins National Film Registry aufgenommen.